# Modrý anděl (certifikát)

Logo

Modrý anděl (Der Blaue Engel) je nejstarší ekoznačka na světě. Vznikla 1978 v Německu z iniciativy federálního ministerstva vnitra a životního prostředí.
Značka se uděluje výrobkům a službám, které jsou ve všech směrech šetrné k životnímu prostředí, splňují zdravotní a bezpečnostní standardy. Technické požadavky na označované výrobky a služby jsou posuzovány nezávislou porotou ekoznačky (Environmental Label Jury).
V současnosti je touto značkou označeno více než 11 500 produktů a služeb v asi 120 kategoriích.

## Proces certifikace
V současné době jsou do certifikace zapojené tyto instituce:
- Spolkové ministerstvo životního prostředí, ochrany přírody a bezpečnosti reaktorů je oficiálním majitelem značky. Propaguje ji na veřejnosti, politické scéně i v komerčním sektoru.
- Federální agentura pro životní prostředí (Umweltbundesamt) přijímá nové žádosti o certifikaci a po jejich přezkoumání je předkládá porotě k posouzení.
- Environmentálních porota značky (Jury Umweltzeichen) rozhoduje o produktech a službách, které by měly Modrého anděla získat. Porota je nezávislá, složená z 16 členů. Jsou v ní zastoupeny environmentální a spotřebitelské organizace včetně odborů, zástupců průmyslu a obchodu. Porota má v certifikaci poslední slova a je to ona, kdo o udělení certifikace skutečně rozhoduje.
- RAL gemeinnützige GmbH je autorita zodpovědná za udílení Modrého anděla. Je to ona, kdo podepisuje konečná rozhodnutí přijatá porotou.